# ウエスト・カリビアン航空
ウエスト・カリビアン航空（英語: West Caribbean Airways）とは、コロンビア メデジンにあるオラヤ・エレーラ空港の敷地内に本社を置き、1998年に設立された民間航空会社である。

## 歴史
会社はコロンビアの実業家ハッサン・タンナによって1998年に設立され、1999年12月に運航が開始された。元々、サンアンドレスがベースで、運航開始当初は4機のL-410を使用し、最初の目的地はサンアンドレスとプロビデンシア島だった。
2000年にウエスト・カリビアン航空はATR 42航空機を借り、バラデロ、キューバ、パナマシティ、パナマ共和国、サンノゼ、コスタリカへの国際航路を拡大、カルタヘナ、モンテリア、バランキヤへの便を追加した。翌年、航空会社は投資家グループを買収し、メデジンに本社を移転した。ACES コロンビア、アビアンカ航空と競争するためだった。ウエスト・カリビアン航空は数ある中でも、エル・バージ、モンテリア、プエルト・ベリオへのルートを持っていた。
航空会社は急速に拡大し、2機のマクドネル・ダグラスMD-82を取得し、様々な国際的及び地域的航路を運営するようになった。
しかし、2005年にはウエスト・カリビアン航空は深刻な財政と手続きの問題があるのは明らかで、2004年に600万ドル（約6億円）の損失を出した。1月に航空会社はパイロットの訓練の欠如を含む14項目の安全性違反があったため、コロンビアの民間航空の政府機関、UAEACから4万5000ドル（約450万円）の罰金を科せられ、そのうえパイロットには多くの飛行時間があったが、飛行データが正しく記録されていなかった。
数ヶ月後、2005年3月に航空会社のターボプロップエンジンの1つを伴う事故があり、UAEACによるさらなる精密検査が行われた。2004年の損失に起因し、民間航空当局は5月にウエスト・カリビアン航空の綿密なモニタリングを開始した。
2005年8月16日 ウエスト・カリビアン航空708便がベネズエラに墜落。この事故の時までウエスト・カリビアン航空は唯一機材を4機保有していた。（L-410、メンテナンス中の2機、そして墜落したマクドネル・ダグラスMD-82）ウエスト・カリビアン航空はUAEACによって8月17日に接地とされた。

## 事件・事故
- 2005年3月26日 エル・エンブロー発プロビデンシア島行きのウエスト・カリビアン航空9955便（L-410、機体記号HK-4146）が離陸滑走中、V1速度付近で1番エンジンが故障。パイロットは離陸を継続したが、対気速度が得られず、機体は右に135度回転し、40度の降下角度で滑走路付近の丘に墜落した[6]。乗員乗客14人中9人が死亡した。[7]

- 2005年8月16日 ウエスト・カリビアン航空708便墜落事故 パナマからカリブ海のマルティニークへ向かうチャーター機だったウエスト・カリビアン航空708便がパイロットエラーによりベネズエラ西部スリア州に墜落し乗員乗客160人全員が死亡。乗客の多くはフランス人だった。

## サービス
ウエスト・カリビアン航空は次のサービスを運営した。（2005年1月）
- 国内定期目的地：アルメニア、バランキージャ、ボゴタ、カリ、カルタヘナ、コーカサス、ククタ、エル・バージ、メデリン、モンテリア、プロビデンシア島、プエルト・ベリオ、キブド、サンアンドレス、トルー、ターボ
- 国際予定目的地：オラニエスタッド、パナマシティ、サンホセ、ポルラマル

## 保有機材
ウエスト・カリビアン航空の保有機材
- ATR 42-300 1機
- ATR 42-320 3機

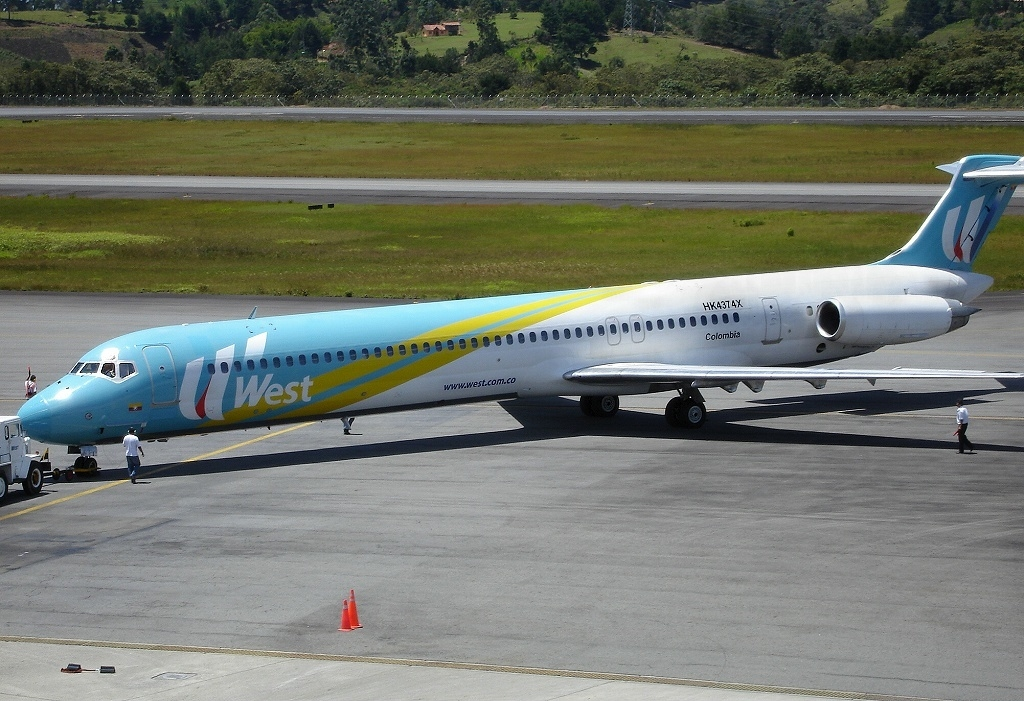
ウエスト・カリビアン航空 MD-82。ウエスト・カリビアン航空708便墜落事故でベネズエラに墜落した機体

- マクドネル・ダグラスMD-81 1機（スクラップ）
- マクドネル・ダグラスMD-82 3機（1機はベネズエラに墜落、もう2機はアエロメヒコ航空とアビアンカ航空に売却した。）
- L-410 UVP-E 8機（1機はコロンビアに墜落）